# Suero autólogo
El suero autólogo es un preparado biológico heterogéneo de la sangre que se ha utilizado para el tratamiento de diferentes patologías del epitelio ocular, tales como xeroftalmia (síndrome de ojo seco), queratitis neurotrófica, defectos epiteliales persistentes y erosión corneal recurrente entre otras.
Es un colirio natural que ayuda a la regeneración de la superficie ocular, gracias a la presencia de factores como EGF, TGF beta y vitamina A. Además, contiene inmunoglobulinas que favorecen la viabilidad de las células del epitelio corneal, humectación, así como también la desinflamación en la capa superficial del ojo. Los componentes del suero autólogo, son similares en un 99% a los componentes de la lágrima, además, así como también lo son su pH y osmolaridad. 
Debido a que el origen del suero autólogo es el mismo paciente, no hay riesgo de generar rechazo, no tiene contraindicaciones y puede combinarse con cualquier otro tratamiento tópico como lágrimas artificiales, antiinflamatorios o gotas antiglaucomatosas.

## Historia
El desarrollo del suero autólogo nace de la necesidad de encontrar sustitutos lagrimales que, además de lubricar, aporten componentes presentes en la lágrima y que se encuentran disminuidos en ciertos casos. Otros productos tales como suero fetal bovino y el suero extraído del cordón umbilical han sido utilizados, sin embargo con ambos hay que tener en cuenta el desarrollo de posibles alergias así como los riesgos de transmisión de enfermedades infecciosas. Es así que se presenta la posibilidad de utilizar fluidos propios como el suero autólogo el cual que aporta las mismas ventajas, y no tiene riesgo de transmisión de enfermedades ni de antigenicidad.

### Características
El suero autólogo contiene componentes implicados en la proliferación, migración y diferenciación de las células epiteliales de la superficie ocular. De estos componentes, se cree que los de mayor importancia son el Factor de Crecimiento Epidérmico (EGF) que acelera el proceso de migración de las células epiteliales y tiene efectos antiapoptóticos; el Factor de crecimiento transformante beta de los Fibroblastos (TGF-β) que está implicado en los procesos de reparación epitelial y estromal; la Vitamina A, la cual parece jugar un rol importante en la prevención de los procesos de metaplasia escamosa del epitelio; la Fibronectina que es uno de los factores más importantes en la migración celular; la Albúmina que ha demostrado tener actividad antiapoptótica; la Alfa-2 macroglobulina que exhibe actividad anti-colagenasa y el Factor de Crecimiento Derivado de Plaquetas (PDGF-AB) que favorece el proceso de mitosis y la cicatrización. Por otro lado, el suero autólogo contiene además factores neuronales tales como la Sustancia P y el Factor de crecimiento insulínico 1, que parecen desempeñar un rol en la migración y adhesión del epitelio corneal a su estroma. Finalmente, el suero autólogo contiene inmunoglobulinas IgG, IgA, lisozima y factores complementarios que proporcionan efectos bactericidas y bacteriostáticos. La tabla 1 muestra la relación comparativa entre las concentraciones de los principales factores epiteliotróficos encontrados en las lágrimas y en el suero autólogo.
| Tabla 1. Concentraciones comparadas entre | lágrima y suero autólogo | de los principales factores epiteliales. |
|                                           | Lágrima                  | Suero autólogo                           |
| ----------------------------------------- | ------------------------ | ---------------------------------------- |
| EGF (ng/ml)                               | 0.2–3.0                  | 0.5                                      |
| TGF-β (ng/ml)                             | 2–10                     | 6–33                                     |
| Vitamina A (mg/ml)                        | 0.02                     | 46                                       |
| Lisocina (mg/ml)                          | 1.4                      | 6                                        |
| Fibronectina (µg/ml)                      | 21                       | 205                                      |

### Efectos del suero autólogo
Los efectos del suero autólogo sobre la superficie ocular están determinados por sus numerosas propiedades. En estudios comparativos realizados con cultivos de células epiteliales, se ha observado que el suero preserva la integridad de las membranas celulares y aumenta los niveles de ATP intracelular lo cual es un indicador de la viabilidad celular. De igual forma el suero autólogo ha demostrado tener un mayor efecto sobre la proliferación celular que el obtenido con las lágrimas artificiales, así como también un incremento en la transcripción de RNA para el Factor de Crecimiento Neuronal y los receptores del Factor de Crecimiento Transformante-β, lo cual representa una ventaja significativa del uso del suero autólogo en comparación al uso de terapia con lágrimas artificiales.

### Indicaciones
El suero autólogo ha sido utilizado con éxito en el manejo de numerosos procesos que afectan a la superficie corneal.
- Ojo seco grave. Esta fue la primera utilización del suero autólogo en oftalmología. Casi todos los reportes indican una mejoría subjetiva considerable después de las 48 horas de iniciado el tratamiento.

- Manejo de la queratopatía neurotrófica. En este casi se han encontrado que el tratamiento logra la cicatrización completa, mejorando la sensibilidad de la córnea.

- Erosiones cornéales recurrentes. En estos pacientes se ha visto que el suero autólogo disminuye la tasa de recurrencias.

- Cirugías de reconstrucción de la superficie ocular como trasplante de células limbares, trasplante de membrana amniótica, queratopatía penetrante en pacientes con Síndrome de Steven-Johnson o penfigoide ocular cicatricial, contribuyendo a la estabilidad del epitelio corneal.

- Ojo seco asociado a enfermedad injerto contra huésped. En estos pacientes se encuentra una mejoría clínica subjetiva muy rápida. Asimismo, se ha utilizado como terapia asociada en el tratamiento de la úlcera de Mooren y de la queratoconjuntivitis seca límbica superior.

- Aplicación sobre puntos de fuga en ampollas de filtración en el tratamiento de agujeros maculares de espesor completo, desgarros retiniano y en asociación con concentrados de plaquetas para la cicatrización retiniana.

- Posoperatorio de pacientes con Pterigion.

- Queratopatía asociada a Aniridia